# Licania parvifolia
Licania parvifolia är en tvåhjärtbladig växtart som beskrevs av Huber. Licania parvifolia ingår i släktet Licania och familjen Chrysobalanaceae. Inga underarter finns listade i Catalogue of Life.